# Dennis Lance
Dennis Lance – autobus średniopodłogowy produkowany w latach 90. przez Dennis Specialist Vehicles Ltd.
W Polsce są trzy pojazdy tego typu. Są to jedyne takie autobusy przystosowane do ruchu prawostronnego. W latach 1992-1993 zostały zakupione przez MZK Warszawa. Zostały oznaczone numerami 6260, 6360 i 6361. Trafiły do zajezdni Redutowa. W 2002 roku autobusy sprzedano: 6260 do TMMB, a 6360 i 6361 do ITS Michalczewski w Radomiu.